# 韁尖條鰍
韁尖條鰍（學名：Oxynoemacheilus frenatus）為輻鰭魚綱鯉形目條鰍科尖條鰍屬的其中一種。分布於亞洲底格里斯河及幼發拉底河流域，體長可達7.5公分，棲息在河川底層水域，生活習性不明。

## 扩展阅读
維基物種上的相關：韁尖條鰍